# Savonnières
Savonnières település Franciaországban, Indre-et-Loire megyében. Lakosainak száma 3346 fő (2022. január 1.). Savonnières Ballan-Miré, Berthenay, Druye, Saint-Genouph és Villandry községekkel határos.

## Népesség
A település népessége az elmúlt években az alábbi módon változott:
| Lakosok száma | 1260 | 1813 | 2030 | 2919 | 3141 | 3141 | 3152 | 3234 | 3252 | 3346 |
|               | 1968 | 1982 | 1990 | 2006 | 2013 | 2015 | 2017 | 2019 | 2020 | 2022 |